# Alina Albertowna Prokopjewa

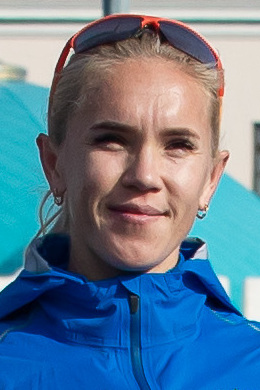
Alina Albertowna Prokopjewa, 2020

Alina Albertowna Prokopjewa (russisch Алина Альбертовна Прокопьева, engl. Transkription Alina Prokopyeva; * 16. August 1985) ist eine russische Langstreckenläuferin.
2007 wurde sie Fünfte beim Schukowski-Minimarathon.
2012 wurde sie Dritte beim Singapur-Marathon. Im Jahr darauf gewann sie bei der Universiade 2013 in Kasan Silber über 10.000 m sowie im Halbmarathon und wurde erneut Dritte in Singapur.
2014 siegte sie beim Nagano-Marathon und wurde Siebte beim Yokohama-Marathon, 2015 wurde sie Fünfte beim Hamburg-Marathon und kam beim Marathon der Leichtathletik-Weltmeisterschaften in Peking auf den 15. Platz.

## Persönliche Bestzeiten
- 3000 m (Halle): 9:11,31 min, 12. Januar 2013, Nowotscheboksarsk
- 5000 m: 15:23,78 min, 19. Juli 2008, Kasan
  - Halle: 16:06,44 min, 24. Januar 2012, Moskau
- 10.000 m: 31:57,38 min, 11. Juni 2012, Moskau
- 10-km-Straßenlauf: 33:00 min, 29. April 2007, Schukowski
- Halbmarathon: 1:13:18 h, 12. Juli 2013, Kasan
- Marathon: 2:29:18 h, 16. November 2014, Yokohama 	16 NOV 2014